# Данило Поп Зограф
Данило Поп Зограф (XVII век) био је српски сликар и иконописац.

## Биографија
Данило Поп Зограф је у параклису Светог Николе на Хиландару осликао фреске (1667), а потом и иконе Христа и Богородице на иконостасу. О том подухвату оставио је натпис изнад улаза у храм, где је уз своје име навео да је поп и рукоделац. Поред ликова светитеља и хиландарских ктитора, Светог Саве и Светог Симеона, краља Милутина и кнеза Лазара, Данило је у првом појасу цркве Светог Николе насликао ктиторску композицију с ликом игумана Виктора. У горњим зонама приказао је тринаест композиција из циклуса патрона храма, неколико сцена Великих празника и, у слепом кубету, Христа Пантократора и Небеску литургију. У пожару који је захватио манастир Хиландар 2004. фреске Данила Попа Зографа у параклису Светог Николе тешко су оштећене, а иконостасна преграда с његовим иконама у потпуности је уништена.
Током осмогодишњег боравка у Хиландару Деанило је био главна личност иконграфске радионице у којој је имао сараднике и ученике.
Данило је класичан представник сликарства последњих деценија XVII века. Написао је 1674. приручник за иконографе. У приручнику је изнео предлоге за распоред тема у храмовима и за натписе који треба да прате фреске. Овај приручник, написан на грчком језику, чува се у Библиотеци Грчке патријаршије у Јерусалиму.